# Mazda MX-6
O MX-6 foi um coupé produzido pela Mazda entre 1988 e 1997. Teve 2 (duas) gerações.

## Galeria
- Primeira geração (1987-1992)
- Segunda geração (1991-1997)